# NGC 1517
NGC 1517 este o galaxie spirală situată în constelația Taurul. A fost descoperită în 23 decembrie 1884 de către Édouard Stephan⁠(d).